# سبليتغيت
سبليتغيت (بالإنجليزية: Splitgate)‏ هي لعبة فيديو جماعية من نوعية تصويب منظور الشخص الأول مجانية من تطوير ونشر 1047 غيمز، صدرت نسخة تجريبية للعبة في 24 مايو 2019 على لينكس ومايكروسوفت ويندوز وعلى أجهزة بلاي ستيشن 4 وإكس بوكس ون في 27 يوليو 2021. وضعها موقع بوليغون ضمن قائمته لأفضل ألعاب عام 2021.